# Clematis mollissima
Clematis mollissima är en ranunkelväxtart som först beskrevs av H. Hallier, och fick sitt nu gällande namn av Hj. Eichl.. Clematis mollissima ingår i släktet klematisar, och familjen ranunkelväxter. Inga underarter finns listade i Catalogue of Life.